# Cochranella duidaeana
Cochranella duidaeana es una especie  de anfibios de la familia Centrolenidae.

## Distribución geográfica
Se encuentra en Venezuela. 